# Solenobia thurneri
Solenobia thurneri är en fjärilsart som beskrevs av Leo Sieder 1953. Solenobia thurneri ingår i släktet Solenobia och familjen säckspinnare. Inga underarter finns listade i Catalogue of Life.